# Cryptus lugubris
Cryptus lugubris là một loài tò vò trong họ Ichneumonidae.